# CS Universitatea Craiova
CS Universitatea Craiova is een Roemeense voetbalclub uit Craiova en gelieerd aan de omnisportvereniging van de Universiteit van Craiova.

## Namen
- 1948-1950: UNSR Craiova
- 1950-1953: CSU Craiova
- 1953-1966: Știința Craiova
- 1966-1991: CS Universitatea Craiova
- 2013-????: CS Universitatea Craiova

## Geschiedenis
De club werd in 1948 als CSU Craiova opgericht. In 1953 nam de club de naam Stiinta Craiova aan. In 1955 promoveerde de club voor het eerst naar de tweede klasse. Na één jaar volgde een degradatie en de club kon terugkeren in 1958. Na een paar kwakkeljaren werden de resultaten beter en in 1964 kon de club de promotie afdwingen naar de hoogste klasse. In 1966 werd de naam dan gewijzigd in CS Universitatea Craiova. In 1967 werd de club derde. Na een aantal seizoenen in de middenmoot eindigde de club in 1973 samen met Dinamo Boekarest op de eerste plaats. Door een beter doelsaldo kreeg Dinamo echter de titel toegewezen. Het volgende seizoen versloeg de club Fiorentina in de UEFA cup, en werd in de tweede ronde gewipt door Standard Luik. In de competitie streed de club opnieuw met Dinamo voor de prijzen, maar deze keer trok Universitatea aan het langste einde en werd met één punt voorsprong kampioen.
Eind jaren zeventig beleefde de club een gouden periode met vele spelers die ook in het nationale team speelden zoals Ilie Balaci, Rodion Cămătaru, Costică Ștefănescu, Zoltan Crișan, Ion Geolgău, Aurel Beldeanu, Costică Donose en Silviu Lung sr. In 1979/80 volgde een tweede titel. De club telde evenveel punten als Steaua Boekarest, maar deze keer hadden zij een beter doelsaldo. Datzelfde seizoen versloeg de club ook Leeds United in de tweede ronde van de UEFA cup en werd dan door Borussia Mönchengladbach verslagen. Na een tweede opéénvolgende titel stootte de club in de Europacup I door tot de kwartfinale, die ze verloren van FC Bayern München. In 1983 had de club zijn grootste succes in Europa in de UEFA Cup, waar onder andere Fiorentina, Girondins de Bordeaux en 1. FC Kaiserslautern gewipt werden. In de halve finale moesten ze het afleggen tegen Benfica. In 1991 kon de club de vierde titel winnen, opnieuw na een gelijke stand met Steaua.
De club kon de titel niet verdedigen want de universiteit sloot de voetbalafdeling. De voetballers gingen verder als FC Universitatea Craiova en speelden met uitzondering van seizoen 2005/06 verder in de hoogste klasse. Na een dispuut met een ex-trainer en rechtszaken werd de club uitgesloten van de competitie. In 2013/14 meldde het team zich opnieuw aan, maar intussen werd in Craiova ook CS Universitatea opgericht om de plaats in het voetbal terug in te nemen. Er kwam een nieuwe rechtszaak waarin beslist werd dat CS Universitatea de rechtmatige opvolger was van de club die van 1948 tot 1991 bestond en die geschiedenis mocht claimen, maar niet die tussen 1991 en 2011.
In het seizoen 2013/14 begon de club in de Liga 2 en werd daar meteen kampioen. Bij de terugkeer op het hoogste niveau eindigde de club meteen op een vijfde plaats. In 2018 werd de club zelfs derde. In 2020 werd de club vicekampioen achter CFR Cluj.

## Erelijst
- Landskampioen
  - Winnaar: 1974, 1980, 1981, 1991
  - Tweede: 1973, 1982, 1983
- Liga 2
  - Winnaar: 1964, 2014
- Liga III
  - Winnaar: 1958
- Beker
  - Winnaar: 1977, 1978, 1981, 1983, 1991, 2018, 2021
  - Finalist: 1975, 1985, 1994, 1998, 2000

## Eindklasseringen
| 4 |

| 6 |

| 8 |

| 2 |

| 1 |

| 3 |

| 6 |

| 3 |

| 6 |

| 4 |

| 1 |

| 1 |

| 2 |

| 2 |

| 3 |

| 4 |

| 3 |

| 5 |

| 5 |

| 5 |

| 3 |

| 1 |

| -- |

| 1 |

| 5 |

| 8 |

| 5 |

| 3 |

| 4 |

| 2 |

| 3 |

| 3 |

| 4 |

| 3 |

| 3 |

| Liga 1 | Liga 2 |

Tot 2006/07 stond de Liga 1 bekend als de Divizia A. De Liga 2 als Divizia B.

## In Europa
CS Universitatea Craiova speelt sinds 1970 in diverse Europese competities. Hieronder staan de competities en in welke seizoenen de club deelnam:
- Europacup I (3x)

1974/75, 1980/81, 1981/82,
- Europa League (4x)

2017/18, 2018/19, 2019/20, 2020/21
- Conference League (4x)

2021/22, 2022/23, 2024/25, 2025/26
- Europacup II (3x)

1977/78, 1978/79, 1985/86
- UEFA Cup (9x)

1973/74, 1975/76, 1979/80, 1982/83, 1983/84, 1984/85, 1986/87, 1987/88, 1990/91
- Jaarbeursstedenbeker (1x)

1970/71

## Bekende (oud-)spelers
- Ilie Balaci
- Ovidiu Stîngă
- Rodion Cămătaru
- Silviu Lung
- Gheorghe Popescu
- Pavel Badea